# Heart/Diskografie
Diese Diskografie ist eine Übersicht über die musikalischen Werke der US-amerikanischen Rockband Heart. Den Schallplattenauszeichnungen zufolge hat sie bisher mehr als 27,7 Millionen Tonträger verkauft, davon alleine in ihrer Heimat über 23 Millionen. Ihre erfolgreichste Veröffentlichung ist das Album Heart mit über 5,6 Millionen verkauften Einheiten.

## Alben

### Studioalben
| Jahr | Titel                                                | Höchstplatzierung, Gesamtwochen, AuszeichnungChartplatzierungen (Jahr, Titel, Platzierungen, Wochen, Auszeichnungen, Anmerkungen) | Höchstplatzierung, Gesamtwochen, AuszeichnungChartplatzierungen (Jahr, Titel, Platzierungen, Wochen, Auszeichnungen, Anmerkungen) | Höchstplatzierung, Gesamtwochen, AuszeichnungChartplatzierungen (Jahr, Titel, Platzierungen, Wochen, Auszeichnungen, Anmerkungen) | Höchstplatzierung, Gesamtwochen, AuszeichnungChartplatzierungen (Jahr, Titel, Platzierungen, Wochen, Auszeichnungen, Anmerkungen) | Höchstplatzierung, Gesamtwochen, AuszeichnungChartplatzierungen (Jahr, Titel, Platzierungen, Wochen, Auszeichnungen, Anmerkungen) | Anmerkungen                              |
| Jahr | Titel                                                | DE | AT | CH | UK | US | Anmerkungen                              |
| ---- | ---------------------------------------------------- | --- | --- | --- | --- | --- | ---------------------------------------- |
| 1976 | Dreamboat Annie                                      | — | — | — | UK36 (5 Wo.)UK | US7 Platin · (100 Wo.)US | Erstveröffentlichung: 13. Februar 1976   |
| 1977 | Little Queen                                         | DE34 (6 Wo.)DE | — | — | UK34 (4 Wo.)UK | US9 ×3Dreifachplatin · (41 Wo.)US                                                                                                 | Erstveröffentlichung: 13. Mai 1977       |
| 1978 | Magazine                                             | — | — | — | — | US17 Platin · (25 Wo.)US | Erstveröffentlichung: 19. April 1978     |
| 1979 | Dog & Butterfly                                      | — | — | — | — | US17 ×2Doppelplatin · (36 Wo.)US                                                                                                  | Erstveröffentlichung: 22. September 1978 |
| 1980 | Bébé Le Strange                                      | — | — | — | — | US5 Gold · (22 Wo.)US | Erstveröffentlichung: 14. Februar 1980   |
| 1982 | Private Audition                                     | — | — | — | UK77 (2 Wo.)UK | US25 (14 Wo.)US | Erstveröffentlichung: 5. Juni 1982       |
| 1983 | Passionworks                                         | — | — | — | — | US39 (21 Wo.)US | Erstveröffentlichung: 22. August 1983    |
| 1985 | Heart                                                | DE57 (4 Wo.)DE | — | — | UK19 Silber · (43 Wo.)UK | US1 ×5Fünffachplatin · (92 Wo.)US                                                                                                 | Erstveröffentlichung: 21. Juni 1985      |
| 1987 | Bad Animals / Animales Perversos (Spanische Version) | DE17 (21 Wo.)DE | AT30 (2 Wo.)AT | CH5 (18 Wo.)CH | UK7 Platin · (56 Wo.)UK | US2 ×3Dreifachplatin · (50 Wo.)US                                                                                                 | Erstveröffentlichung: 15. Mai 1987       |
| 1990 | Brigade                                              | DE14 (19 Wo.)DE | — | CH11 (18 Wo.)CH | UK3 Gold · (20 Wo.)UK | US3 ×2Doppelplatin · (49 Wo.)US                                                                                                   | Erstveröffentlichung: 13. März 1990      |
| 1993 | Desire Walks On                                      | — | — | CH46 (2 Wo.)CH | UK32 (2 Wo.)UK | US48 Gold · (17 Wo.)US | Erstveröffentlichung: 16. November 1993  |
| 2004 | Jupiter’s Darling                                    | — | — | — | — | US94 (4 Wo.)US | Erstveröffentlichung: 22. Juni 2004      |
| 2004 | Heart Presents a Lovemonger’s Christmas              | — | — | — | — | — | Erstveröffentlichung: 16. November 2004  |
| 2010 | Red Velvet Car                                       | — | — | — | — | US10 (6 Wo.)US | Erstveröffentlichung: 31. August 2010    |
| 2012 | Fanatic                                              | — | — | — | — | US24 (1 Wo.)US | Erstveröffentlichung: 28. September 2012 |
| 2016 | Beautiful Broken                                     | — | — | — | UK77 (1 Wo.)UK | US105 (1 Wo.)US | Erstveröffentlichung: 8. Juli 2016       |

grau schraffiert: keine Chartdaten aus diesem Jahr verfügbar

### Livealben
| Jahr | Titel                | Höchstplatzierung, Gesamtwochen, AuszeichnungChartplatzierungen (Jahr, Titel, Platzierungen, Wochen, Auszeichnungen, Anmerkungen) | Höchstplatzierung, Gesamtwochen, AuszeichnungChartplatzierungen (Jahr, Titel, Platzierungen, Wochen, Auszeichnungen, Anmerkungen) | Höchstplatzierung, Gesamtwochen, AuszeichnungChartplatzierungen (Jahr, Titel, Platzierungen, Wochen, Auszeichnungen, Anmerkungen) | Höchstplatzierung, Gesamtwochen, AuszeichnungChartplatzierungen (Jahr, Titel, Platzierungen, Wochen, Auszeichnungen, Anmerkungen) | Höchstplatzierung, Gesamtwochen, AuszeichnungChartplatzierungen (Jahr, Titel, Platzierungen, Wochen, Auszeichnungen, Anmerkungen) | Anmerkungen                                                                   |
| Jahr | Titel                | DE | AT | CH | UK | US | Anmerkungen                                                                   |
| ---- | -------------------- | --- | --- | --- | --- | --- | ----------------------------------------------------------------------------- |
| 1980 | Greatest Hits / Live | — | — | — | — | US13 ×2Doppelplatin · (25 Wo.)US                                                                                                  | Erstveröffentlichung: 29. November 1980 zwölf Studio- und sechs Liveaufnahmen |
| 1991 | Rock the House Live! | — | — | — | UK45 (2 Wo.)UK | US107 (7 Wo.)US | Erstveröffentlichung: 24. September 1991                                      |
| 1995 | The Road Home        | — | — | — | — | US87 Gold · (6 Wo.)US | Erstveröffentlichung: 31. August 1995                                         |

grau schraffiert: keine Chartdaten aus diesem Jahr verfügbar
Weitere Livealben
- 1984: Live USA
- 2003: Alive in Seattle (auch als DVD und Blu-ray, US: Gold)
- 2008: Dreamboat Annie Live (aufgenommen am 17. April 2007 im Orpheum Theatre, Los Angeles)
- 2014: Fanatic Live from Caesars Colosseum
- 2016: Live at the Royal Albert Hall (mit dem Royal Philharmonic Orchestra)
- 2019: Live in Atlantic City

### Kompilationen
| Jahr | Titel                                | Höchstplatzierung, Gesamtwochen, AuszeichnungChartplatzierungen (Jahr, Titel, Platzierungen, Wochen, Auszeichnungen, Anmerkungen) | Höchstplatzierung, Gesamtwochen, AuszeichnungChartplatzierungen (Jahr, Titel, Platzierungen, Wochen, Auszeichnungen, Anmerkungen) | Höchstplatzierung, Gesamtwochen, AuszeichnungChartplatzierungen (Jahr, Titel, Platzierungen, Wochen, Auszeichnungen, Anmerkungen) | Höchstplatzierung, Gesamtwochen, AuszeichnungChartplatzierungen (Jahr, Titel, Platzierungen, Wochen, Auszeichnungen, Anmerkungen) | Höchstplatzierung, Gesamtwochen, AuszeichnungChartplatzierungen (Jahr, Titel, Platzierungen, Wochen, Auszeichnungen, Anmerkungen) | Anmerkungen                         |
| Jahr | Titel                                | DE | AT | CH | UK | US | Anmerkungen                         |
| ---- | ------------------------------------ | --- | --- | --- | --- | --- | ----------------------------------- |
| 1997 | These Dreams – Heart’s Greatest Hits | — | — | — | UK33 Silber · (8 Wo.)UK | US131 (13 Wo.)US | Erstveröffentlichung: 31. März 1997 |

Weitere Kompilationen
- 1981: Heart
- 1995: Definitive Collection
- 1996: Ballads – The Greatest Hits
- 1998: Greatest Hits
- 2000: Greatest Hits 1985–1995 (UK: Gold, US: Gold)
- 2001: Crazy on You
- 2002: The Essential Heart (US: Platin)
- 2005: Love Alive
- 2006: Love Songs
- 2008: Playlist: The Very Best of Heart
- 2012: Strange Euphoria
- 2013: Icon

### EPs
- 1995: 4 for the Road
- 1995: WTF + 4

## Singles
| Jahr | Titel Album                                        | Höchstplatzierung, Gesamtwochen, AuszeichnungChartplatzierungen (Jahr, Titel, Album, Platzierungen, Wochen, Auszeichnungen, Anmerkungen) | Höchstplatzierung, Gesamtwochen, AuszeichnungChartplatzierungen (Jahr, Titel, Album, Platzierungen, Wochen, Auszeichnungen, Anmerkungen) | Höchstplatzierung, Gesamtwochen, AuszeichnungChartplatzierungen (Jahr, Titel, Album, Platzierungen, Wochen, Auszeichnungen, Anmerkungen) | Höchstplatzierung, Gesamtwochen, AuszeichnungChartplatzierungen (Jahr, Titel, Album, Platzierungen, Wochen, Auszeichnungen, Anmerkungen) | Höchstplatzierung, Gesamtwochen, AuszeichnungChartplatzierungen (Jahr, Titel, Album, Platzierungen, Wochen, Auszeichnungen, Anmerkungen) | Anmerkungen                             |
| Jahr | Titel Album                                        | DE | AT | CH | UK | US | Anmerkungen                             |
| ---- | -------------------------------------------------- | --- | --- | --- | --- | --- | --------------------------------------- |
| 1976 | Crazy on You Dreamboat Annie                       | — | — | — | — | US35 (18 Wo.)US | Erstveröffentlichung: Februar 1976      |
| 1976 | Magic Man Dreamboat Annie                          | — | — | — | — | US9 (23 Wo.)US | Erstveröffentlichung: Juni 1976         |
| 1976 | Dreamboat Annie                                    | — | — | — | — | US42 (10 Wo.)US | Erstveröffentlichung: November 1976     |
| 1977 | Barracuda Little Queen                             | DE8 (17 Wo.)DE | AT16 (8 Wo.)AT | — | UK— SilberUK | US11 (20 Wo.)US | Erstveröffentlichung: Mai 1977          |
| 1977 | Little Queen                                       | — | — | — | — | US62 (6 Wo.)US | Erstveröffentlichung: August 1977       |
| 1977 | Kick It Out Little Queen                           | — | — | — | — | US79 (3 Wo.)US | Erstveröffentlichung: Oktober 1977      |
| 1978 | Heartless Magazine                                 | — | — | — | — | US24 (15 Wo.)US | Erstveröffentlichung: März 1978         |
| 1978 | Straight On Dog & Butterfly                        | — | — | — | — | US15 (18 Wo.)US | Erstveröffentlichung: August 1978       |
| 1979 | Dog & Butterfly                                    | — | — | — | — | US34 (10 Wo.)US | Erstveröffentlichung: Januar 1979       |
| 1980 | Even It Up Bébé Le Strange                         | — | — | — | — | US33 (12 Wo.)US | Erstveröffentlichung: Januar 1980       |
| 1980 | Tell It Like It Is Greatest Hits / Live            | — | — | — | — | US8 (16 Wo.)US | Erstveröffentlichung: November 1980     |
| 1981 | Unchained Melody Greatest Hits / Live              | — | — | — | — | US83 (3 Wo.)US | Erstveröffentlichung: März 1981         |
| 1982 | This Man Is Mine Private Audition                  | — | — | — | — | US33 (13 Wo.)US | Erstveröffentlichung: Mai 1982          |
| 1983 | How Can I Refuse Passionworks                      | — | — | — | — | US44 (11 Wo.)US | Erstveröffentlichung: Juli 1983         |
| 1983 | Allies Passionworks                                | — | — | — | — | US83 (4 Wo.)US | Erstveröffentlichung: Oktober 1983      |
| 1985 | What About Love Heart                              | DE43 (7 Wo.)DE | — | — | UK14 (6 Wo.)UK | US10 (21 Wo.)US | Erstveröffentlichung: Mai 1985          |
| 1985 | Never Heart                                        | — | — | — | — | US4 (24 Wo.)US | Erstveröffentlichung: 30. August 1985   |
| 1986 | These Dreams Heart                                 | — | — | — | UK62 Silber · (6 Wo.)UK | US1 (20 Wo.)US | Erstveröffentlichung: Januar 1986       |
| 1986 | Nothin’ at All Heart                               | — | — | — | UK38 (5 Wo.)UK | US10 (16 Wo.)US | Erstveröffentlichung: 19. April 1986    |
| 1986 | If Looks Could Kill Heart                          | — | — | — | — | US54 (9 Wo.)US | Erstveröffentlichung: 19. Juli 1986     |
| 1987 | Alone Bad Animals                                  | DE18 (17 Wo.)DE | AT22 (4 Wo.)AT | CH4 (14 Wo.)CH | UK3 Platin · (20 Wo.)UK | US1 (21 Wo.)US | Erstveröffentlichung: 15. Mai 1987      |
| 1987 | Who Will You Run To Bad Animals                    | — | — | — | UK30 (7 Wo.)UK | US7 (22 Wo.)US | Erstveröffentlichung: August 1987       |
| 1987 | There’s the Girl Bad Animals                       | — | — | — | UK34 (8 Wo.)UK | US12 (19 Wo.)US | Erstveröffentlichung: Oktober 1987      |
| 1988 | I Want You so Bad Bad Animals                      | — | — | — | — | US49 (9 Wo.)US | Erstveröffentlichung: 20. Februar 1988  |
| 1988 | Never / These Dreams Heart                         | — | — | — | UK8 (9 Wo.)UK | — | Erstveröffentlichung: Februar 1988      |
| 1990 | All I Wanna Do Is Make Love to You Brigade         | DE23 (20 Wo.)DE | AT30 (1 Wo.)AT | CH12 (9 Wo.)CH | UK8 Silber · (13 Wo.)UK | US2 Gold · (20 Wo.)US | Erstveröffentlichung: 15. März 1990     |
| 1990 | I Didn’t Want to Need You Brigade                  | — | — | — | UK47 (3 Wo.)UK | US23 (14 Wo.)US | Erstveröffentlichung: 5. Juni 1990      |
| 1990 | Stranded Brigade                                   | — | — | — | UK60 (2 Wo.)UK | US13 (22 Wo.)US | Erstveröffentlichung: September 1990    |
| 1991 | Secret Brigade                                     | — | — | — | UK79 (2 Wo.)UK | US64 (8 Wo.)US | Erstveröffentlichung: Januar 1991       |
| 1991 | You’re the Voice Rock the House Live!              | — | — | — | UK56 (2 Wo.)UK | — | Erstveröffentlichung: September 1991    |
| 1993 | Will You Be There (In the Morning) Desire Walks On | DE65 (11 Wo.)DE | — | — | UK19 (4 Wo.)UK | US39 (18 Wo.)US | Erstveröffentlichung: 24. November 1993 |

Weitere Singles
- 1975: How Deep It Goes (feat. Ann Wilson)
- 1978: Without You
- 1979: Magazine
- 1980: Raised on You
- 1980: Bebe Le Strange
- 1980: Mistral Wind
- 1982: Bright Light Girl
- 1985: Magic Man
- 1985: The Wolf
- 1993: Black on Black II
- 1994: Back to Avalon
- 1994: The Woman in Me
- 1995: The Road Home
- 2004: Make Me
- 2004: Oldest Story in the World
- 2012: Fanatic / Barracuda

## Videoalben und Musikvideos

### Videoalben
| Jahr | Titel                 | Höchstplatzierung, Gesamtwochen, AuszeichnungChartplatzierungen (Jahr, Titel, Platzierungen, Wochen, Auszeichnungen, Anmerkungen) | Höchstplatzierung, Gesamtwochen, AuszeichnungChartplatzierungen (Jahr, Titel, Platzierungen, Wochen, Auszeichnungen, Anmerkungen) | Höchstplatzierung, Gesamtwochen, AuszeichnungChartplatzierungen (Jahr, Titel, Platzierungen, Wochen, Auszeichnungen, Anmerkungen) | Höchstplatzierung, Gesamtwochen, AuszeichnungChartplatzierungen (Jahr, Titel, Platzierungen, Wochen, Auszeichnungen, Anmerkungen) | Höchstplatzierung, Gesamtwochen, AuszeichnungChartplatzierungen (Jahr, Titel, Platzierungen, Wochen, Auszeichnungen, Anmerkungen) | Anmerkungen                           |
| Jahr | Titel                 | DE | AT | CH | UK | US | Anmerkungen                           |
| ---- | --------------------- | --- | --- | --- | --- | --- | ------------------------------------- |
| 2003 | Alive in Seattle      | — | — | — | UK20 Gold · (5 Wo.)UK | — | Erstveröffentlichung: 2003            |
| 2010 | Night at Sky Church   | — | — | — | UK8 (18 Wo.)UK | — | Erstveröffentlichung: 2010            |
| 2019 | Live In Atlantic City | — | — | — | UK24 (1 Wo.)UK | — | Erstveröffentlichung: 25. Januar 2019 |

Weitere Videoalben
- 1986: Heart (Laserdisc)
- 1988: If Looks Could Kill (VHS, CDV)
- 1995: The Road Home (VHS, DVD)

### Musikvideos
- 1976: Magic Man
- 1976: Crazy on You
- 1976: Sing Child
- 1976: Dreamboat Annie
- 1977: Love Alive
- 1977: Little Queen
- 1977: Barracuda
- 1977: Heartless
- 1978: Straight On
- 1980: Even It Up
- 1980: Break
- 1980: Tell It Like It Is
- 1982: This Man Is Mine
- 1982: City’s Burning
- 1982: The Situation
- 1983: How Can I Refuse
- 1983: Allies
- 1985: What About Love
- 1985: Never
- 1986: These Dreams
- 1986: Nothin’ at All
- 1987: Alone
- 1987: Who Will You Run To
- 1988: There’s the Girl
- 1990: All I Wanna Do Is Make Love to You
- 1990: I Didn’t Want to Need You
- 1990: Stranded
- 1991: Secret
- 1991: You’re the Voice
- 1993: Will You Be There (In the Morning)
- 2004: The Oldest Story in the World
- 2010: Hey You
- 2010: WTF
- 2012: Fanatic
- 2012: Dear Old America

## Boxsets
- 2011: Triple Feature (Box mit 3 CDs)
- 2013: Original Album Classics (Box mit 5 CDs)

## Statistik

### Chartauswertung
|                     | DE    | AT    | CH    | UK    | US     |
| ------------------- | ----- | ----- | ----- | ----- | ------ |
| Nummer-eins-Alben   | DE—DE | AT—AT | CH—CH | UK—UK | US1US  |
| Top-10-Alben        | DE—DE | AT—AT | CH1CH | UK2UK | US7US  |
| Alben in den Charts | DE4DE | AT1AT | CH3CH | UK9UK | US18US |

|                       | DE    | AT    | CH    | UK     | US     |
| --------------------- | ----- | ----- | ----- | ------ | ------ |
| Nummer-eins-Singles   | DE—DE | AT—AT | CH—CH | UK—UK  | US2US  |
| Top-10-Singles        | DE1DE | AT—AT | CH1CH | UK3UK  | US9US  |
| Singles in den Charts | DE5DE | AT3AT | CH2CH | UK12UK | US29US |

|                          | DE    | AT    | CH    | UK    | US    |
| ------------------------ | ----- | ----- | ----- | ----- | ----- |
| Nummer-eins-Videoalben   | DE—DE | AT—AT | CH—CH | UK—UK | US—US |
| Top-10-Videoalben        | DE—DE | AT—AT | CH—CH | UK1UK | US—US |
| Videoalben in den Charts | DE—DE | AT—AT | CH—CH | UK3UK | US—US |

### Auszeichnungen für Musikverkäufe
| Goldene Schallplatte - Australien - 1977: für das Album Dreamboat Annie - 1990: für das Album Brigade - Brasilien - 2024: für die Single Alone - Japan - 1990: für das Album Brigade - Kanada - 1985: für die Single What About Love - 1987: für die Single Alone - 1990: für die Single All I Wanna Do Is Make Love To You - 1993: für das Album Desire Walks On - 2012: für das Videoalbum Night at Sky Church - Neuseeland - 1990: für die Single All I Wanna Do Is Make Love To You - Norwegen - 2001: für das Album Greatest Hits - Schweden - 1990: für das Album Brigade Platin-Schallplatte - Australien - 1990: für die Single All I Wanna Do Is Make Love To You - Kanada - 1978: für das Album Magazine - 1978: für das Album Dog & Butterfly - 1980: für das Album Bébé Le Strange - 2015: für das Album Icon - Neuseeland - 2022: für die Single Barracuda | 2× Platin-Schallplatte - Kanada - 1977: für das Album Little Queen - 1979: für das Album Dreamboat Annie 4× Platin-Schallplatte - Kanada - 1993: für das Album Bad Animals 5× Platin-Schallplatte - Kanada - 1993: für das Album Brigade 6× Platin-Schallplatte - Kanada - 1993: für das Album Heart |

Anmerkung: Auszeichnungen in Ländern aus den Charttabellen bzw. Chartboxen sind in ebendiesen zu finden.
| Land/RegionAuszeichnungen für Musikverkäufe (Land/Region, Auszeichnungen, Verkäufe, Quellen) | Silber     | Gold       | Platin       | Verkäufe   | Quellen              |
| -------------------------------------------------------------------------------------------- | ---------- | ---------- | ------------ | ---------- | -------------------- |
| Australien (ARIA)                                                                            | —          | 2× Gold2   | Platin1      | 125.000    | aria.com.au          |
| Brasilien (PMB)                                                                              | —          | Gold1      | —            | 20.000     | pro-musicabr.org.br  |
| Japan (RIAJ)                                                                                 | —          | Gold1      | —            | 100.000    | riaj.or.jp           |
| Kanada (MC)                                                                                  | —          | 5× Gold5   | 23× Platin23 | 2.485.000  | musiccanada.com      |
| Neuseeland (RMNZ)                                                                            | —          | Gold1      | Platin1      | 40.000     | radioscope.co.nz     |
| Norwegen (IFPI)                                                                              | —          | Gold1      | —            | 25.000     | ifpi.no              |
| Schweden (IFPI)                                                                              | —          | Gold1      | —            | 50.000     | sverigetopplistan.se |
| Vereinigte Staaten (RIAA)                                                                    | —          | 7× Gold7   | 20× Platin20 | 23.050.000 | riaa.com             |
| Vereinigtes Königreich (BPI)                                                                 | 5× Silber5 | 2× Gold2   | 2× Platin2   | 1.820.000  | bpi.co.uk            |
| Insgesamt                                                                                    | 5× Silber5 | 21× Gold21 | 47× Platin47 |            |                      |